# Isabel Luísa de Brandemburgo-Schwedt
Ana Isabel Luísa de Brandemburgo-Schwedt (em alemão: Anna Elisabeth Luise von Brandenburg-Schwedt), (22 de Abril de 1738 - 10 de Fevereiro de 1820) foi uma princesa e marquesa prussiana. Era filha do marquês Frederico Guilherme de Brandemburgo-Schwedt e da sua esposa, a princesa Sofia Doroteia da Prússia.

## Biografia
Isabel Luísa casou-se no dia 27 de Setembro de 1755, no Palácio de Charlottenburg, em Berlim, com o seu tio materno, o príncipe Augusto Fernando da Prússia, que era oito anos mais velho do que ela, sendo o filho mais novo do rei Frederico Guilherme I da Prússia e da princesa Sofia Doroteia de Hanôver, filha do rei Jorge I da Grã-Bretanha.
O pai biológico da sua filha Luísa, nascida em 1770, pode ter sido o conde Friedrich Wilhelm Carl von Schmettau. Luísa foi descrita como sendo simpática, espirituosa e gentil. A princesa sueca Edviges Isabel Carlota descreveu-a na altura em que visitou a Prússia em 1798:
"De tarde fomos visitar esta princesa, que vive em Bellevue, nos arredores de Berlim. Trata-se de uma pequena villa, muito apropriada para uma pessoa privada, mas longe de o ser para alguém da realeza. A recepção aqui foi muito distinta daquela que recebemos por parte da minha tia. A princesa Fernando é inflexível e deixou bem claro que nos queria impressionar. Como é obvio, fui educada, mas quando reparei que ela começou a usar um tom condescendente e me queria envergonhar, respondi da mesma forma e mostrei a mesma altivez. A princesa já não é jovem, certamente foi bonita, parece uma aristocrata francesa, e não uma princesa, uma vez que não tem nada de real. Não acho que seja assim tão inteligente, mas consegue manter uma conversa agradável e tem bastante confiança, algo que acontece a qualquer pessoa que tem um hábito antigo de socializar no grande mundo".
Isabel Luísa foi um dos poucos membros da família real prussiana que permaneceu em Berlim durante a ocupação francesa em 1806. Enquanto a maioria dos seus parentes fugiram, supostamente devido ao criticismo anti-napoleão que demonstraram, assim como os membros da corte que os acompanharam para as suas propriedades no campo, Isabel Luísa permaneceu com o seu esposa e a princesa Guilhermina de Hesse-Cassel, devido à sua "avançada idade", tal como a princesa Augusta da Prússia, que na altura estava grávida. Uma pessoa que a visitou entre 1813 e 1814, comentou que "nunca tinha visto uma velha tão formal, severa e desagradável - vieille cour outree, e deu-me um susto de morte. Fiquei contente quando consegui escapar (...).
Augusto Fernando morreu em Berlim a 2 de Maio de 1813. Isabel Luísa morreu sete anos depois, a 22 de Fevereiro de 1820. Os seus restos mortais encontram-se enterrados na Catedral de Berlim.

## Descendência
1. Frederica Isabel da Prússia (1 de Novembro de 1761 - 28 de Agosto de 1773), morreu aos onze anos de idade.
2. Frederico Henrique da Prússia (20 de Outubro de 1769 - 8 de Dezembro de 1773), morreu aos quatro anos de idade.
3. Luísa da Prússia (24 de Maio de 1770 - 7 de Dezembro de 1836), casada com o príncipe Antoni Radziwiłł; com descendência.
4. Henrique Frederico da Prússia (11 de Novembro de 1771 - 8 de Outubro de 1790), morreu aos dezoito anos de idade.
5. Luís Fernando da Prússia (18 de Novembro de 1772 – 10 de Outubro de 1806), casado com Marie Adelaide de la Grange; com descendência.
6. Frederico Paulo da Prússia (29 de Novembro de 1776 - 2 de Dezembro de 1776), morreu com poucos dias de idade.
7. Augusto da Prússia (19 de Setembro de 1779 - 19 de Julho de 1843), nunca se casou nem teve filhos.

## Genealogia
| Isabel Luísa de Brandemburgo-Schwedt | Pai: Frederico Guilherme de Brandemburgo-Schwedt | Avô paterno: Filipe Guilherme de Brandemburgo-Schwedt | Bisavô paterno: Frederico Guilherme I de Brandemburgo                      |
| Isabel Luísa de Brandemburgo-Schwedt | Pai: Frederico Guilherme de Brandemburgo-Schwedt | Avô paterno: Filipe Guilherme de Brandemburgo-Schwedt | Bisavó paterna: Sofia Doroteia de Schleswig-Holstein-Sonderburg-Glücksburg |
| Isabel Luísa de Brandemburgo-Schwedt | Pai: Frederico Guilherme de Brandemburgo-Schwedt | Avó paterna: Joana Carlota de Anhalt-Dessau           | Bisavô paterno: João Jorge II de Anhalt-Dessau                             |
| Isabel Luísa de Brandemburgo-Schwedt | Pai: Frederico Guilherme de Brandemburgo-Schwedt | Avó paterna: Joana Carlota de Anhalt-Dessau           | Bisavó paterna: Henriqueta Catarina de Orange-Nassau                       |
| Isabel Luísa de Brandemburgo-Schwedt | Mãe: Sofia Doroteia da Prússia                   | Avô materno: Frederico Guilherme I da Prússia         | Bisavô materno: Frederico I da Prússia                                     |
| Isabel Luísa de Brandemburgo-Schwedt | Mãe: Sofia Doroteia da Prússia                   | Avô materno: Frederico Guilherme I da Prússia         | Bisavó materna: Sofia Carlota de Hanôver                                   |
| Isabel Luísa de Brandemburgo-Schwedt | Mãe: Sofia Doroteia da Prússia                   | Avó materna: Sofia Doroteia de Hanôver                | Bisavô materno: Jorge I da Grã-Bretanha                                    |
| Isabel Luísa de Brandemburgo-Schwedt | Mãe: Sofia Doroteia da Prússia                   | Avó materna: Sofia Doroteia de Hanôver                | Bisavó materna: Sofia Doroteia de Brunsvique-Luneburgo                     |